# Victoria Villarruel
Victoria Villarruel (Buenos Aires, 1975. április 13. –) Argentina alelnöke és ügyvéd.

## Életpályája
2003-ig jogot tanult a Buenos Aires-i Egyetemen.
2023-tól kezdve az argentin libertariánus párt, a La Libertad Avanza prominens tagja, Javier Milei, a párt vezetőjének egyik közeli szövetségese. Villarruel jogi háttérrel rendelkezik, és a párton belül különösen a biztonsági és emberi jogi kérdésekben aktív.
Közismert arról, hogy támogatja a katonai diktatúra áldozatainak jogait, különösen azokat, akik a baloldali fegyveres csoportok erőszakának estek áldozatul az 1970-es és 1980-as években. Villarruel gyakran bírálta a diktatúra alatt elkövetett állami bűncselekmények egyoldalú megítélését, és azt hangsúlyozza, hogy a diktatúra előtt és alatt a baloldali gerillák is követtek el súlyos bűncselekményeket.
Ezzel az álláspontjával jelentős vitát váltott ki Argentínában, mivel az ország történelmi memóriája és az emberi jogok kérdései mélyen megosztottak. Számos emberjogi csoport és baloldali politikai szervezet erőteljesen bírálja őt, míg jobboldali és konzervatív körök támogatják.
Villarruel célja, hogy egy kiegyensúlyozottabb történelmi narratívát hozzon létre, amely minden áldozat szenvedéseit elismeri, nem csak a katonai diktatúráéit.

## Írásai
- Carlos A. Manfronival: Los otros muertos, las víctimas civiles del terrorismo guerrillero de los 70. Sudamericana, Buenos Aires 2014, ISBN 978-950-07-4711-0
- Los llaman... „jóvenes idealistas“. La guerra revolucionaria en la Argentina. Historias de crímenes silenciados y de víctimas sin reparación. Centro de Estudios Legales sobre el Terrorismo y sus Víctimas (CELTYV), Buenos Aires 2009, ISBN 978-987-25458-0-2